# Le Bouchage, Isère
Le Bouchage este o comună în departamentul Isère din sud-estul Franței. În 2009 avea o populație de 582 de locuitori.

## Evoluția populației
| An        | 1975 | 1982 | 1990 | 1999 | 2006 | 2009 |
| --------- | ---- | ---- | ---- | ---- | ---- | ---- |
| Populație | 334  | 397  | 424  | 462  | 549  | 582  |